# Diospi Suyana

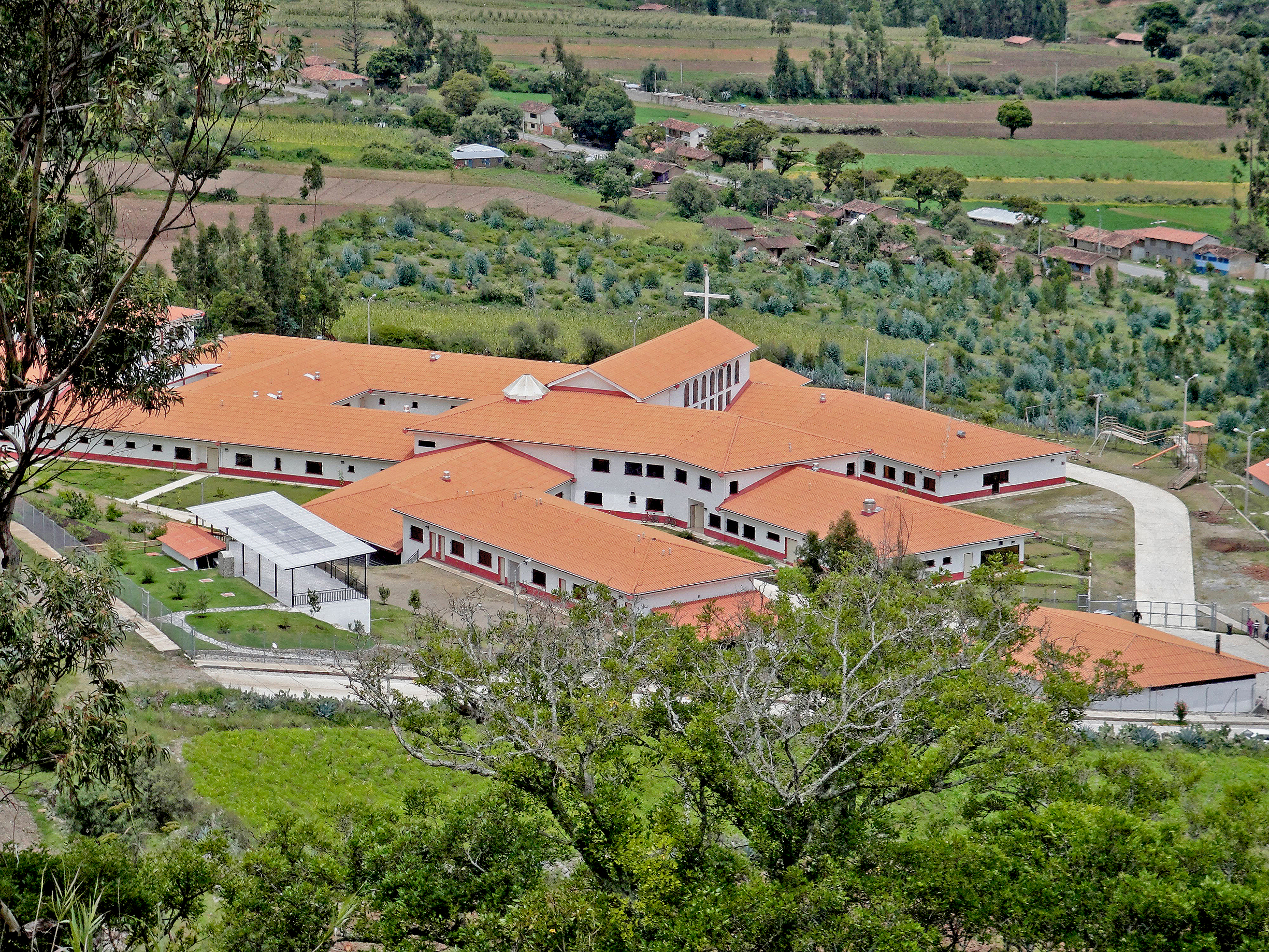
Blick von oben auf das Hospital Diospi Suyana (2011). Beim Anklicken vergrößertes Bild mit Detailerklärungen

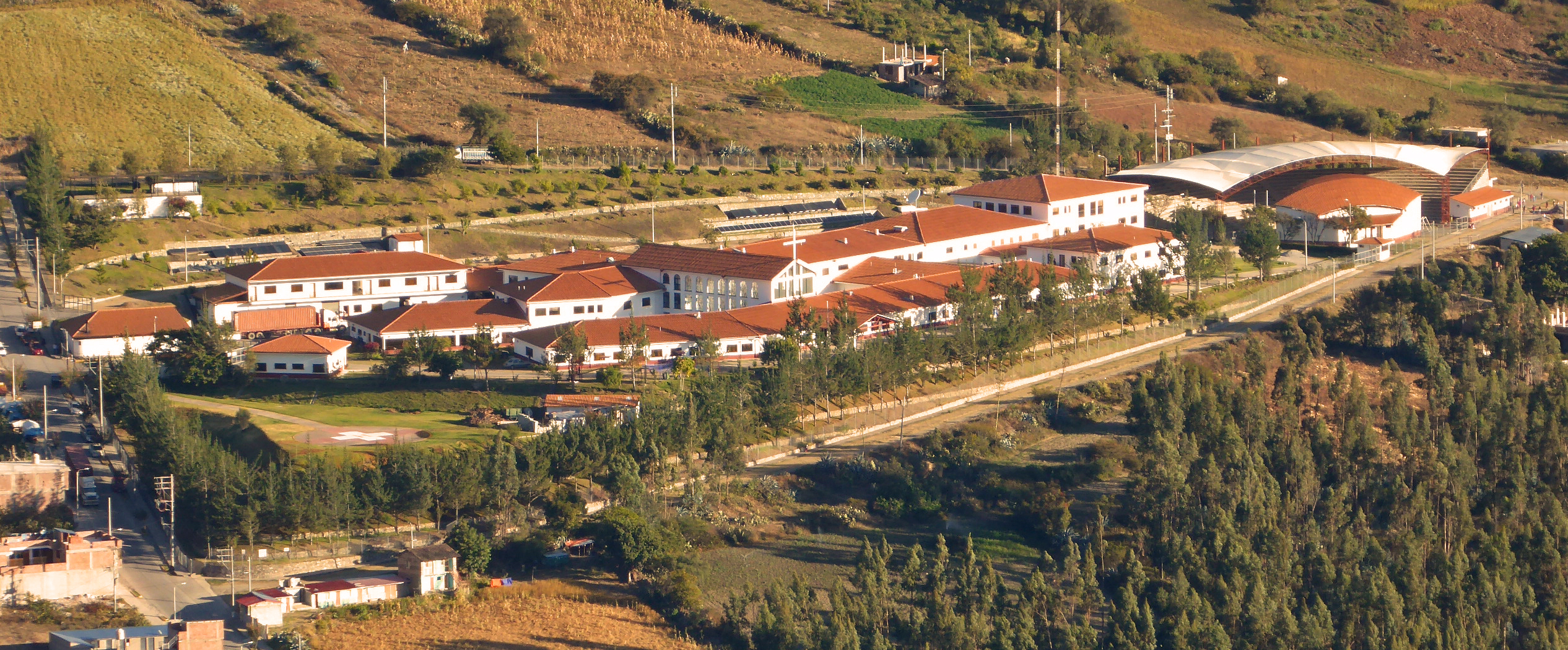
Ansicht von Süden (2019)

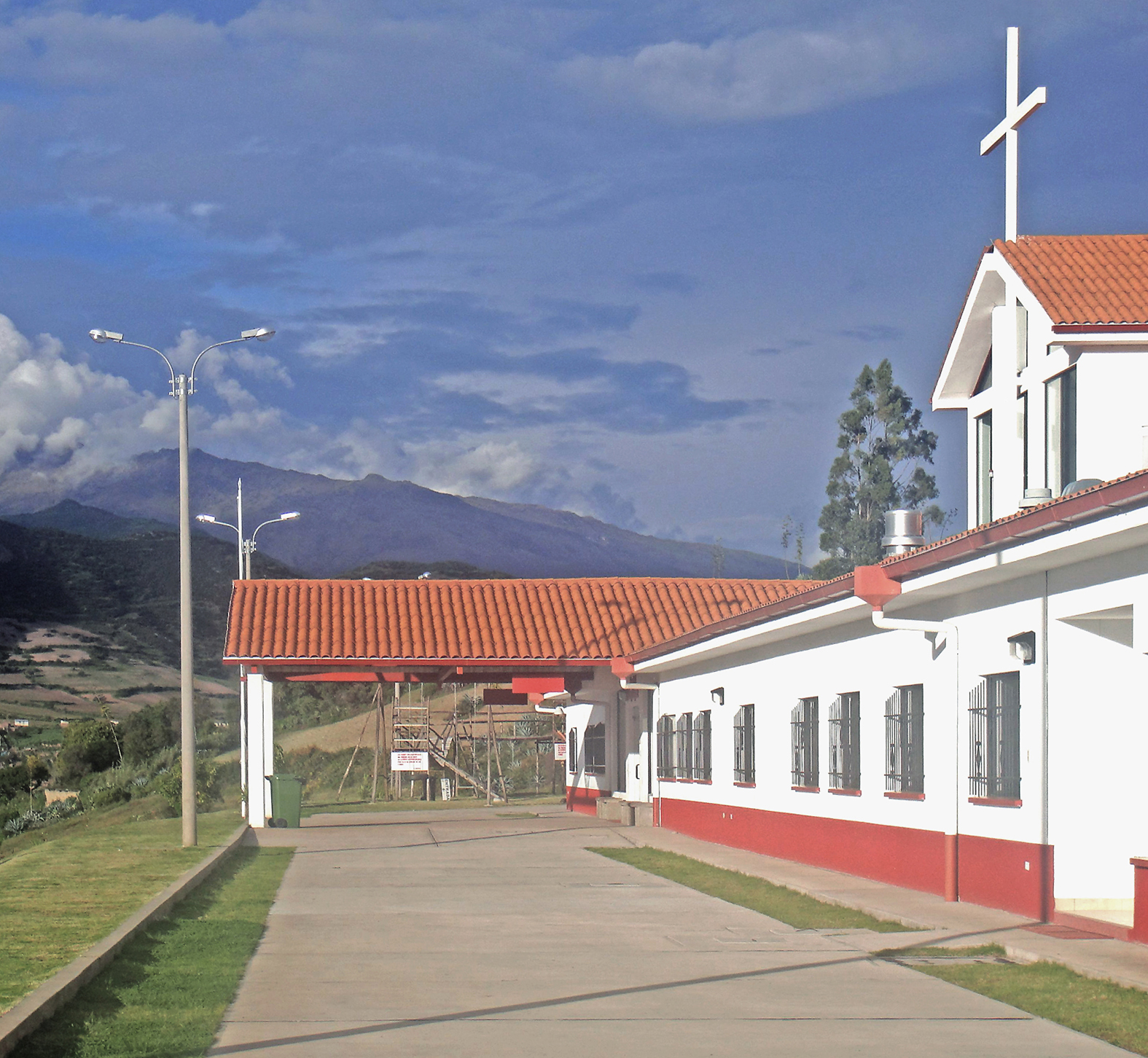
Zufahrt, im Hintergrund ist der Kinderspielplatz zu sehen.

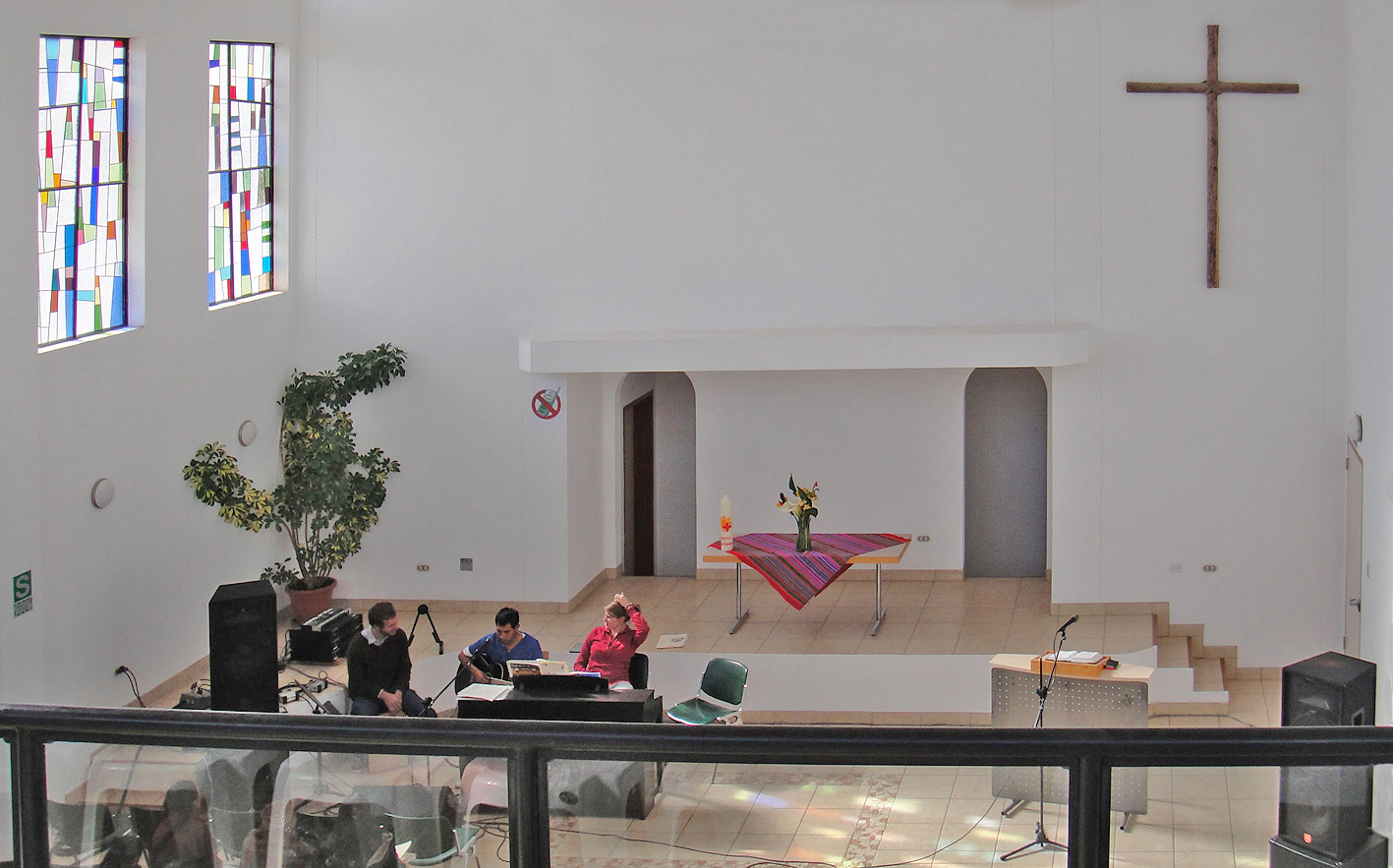
Blick in die Kirche

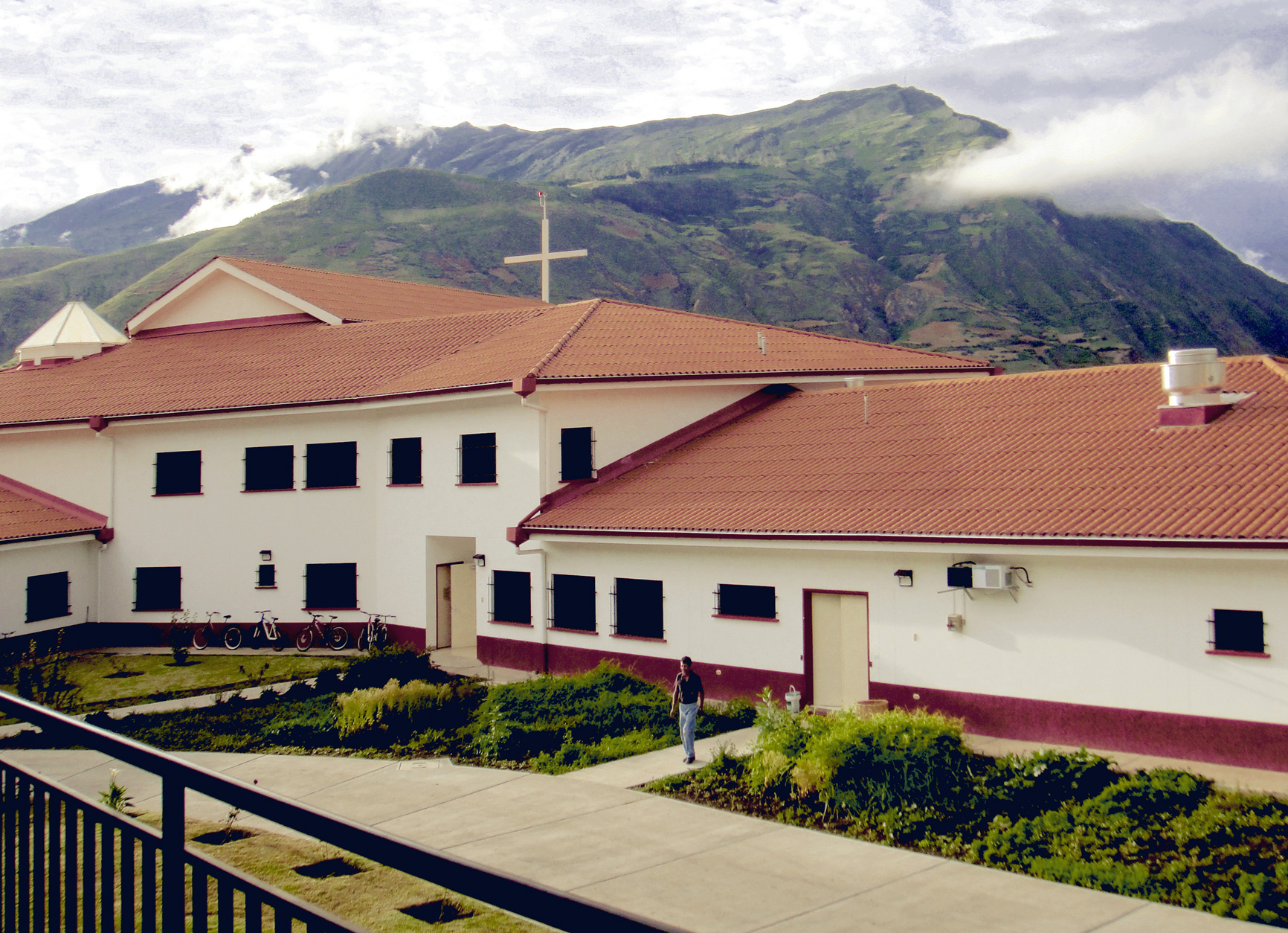
Blick in den Innenhof. Links befindet sich die Verwaltung, rechts die Küche.

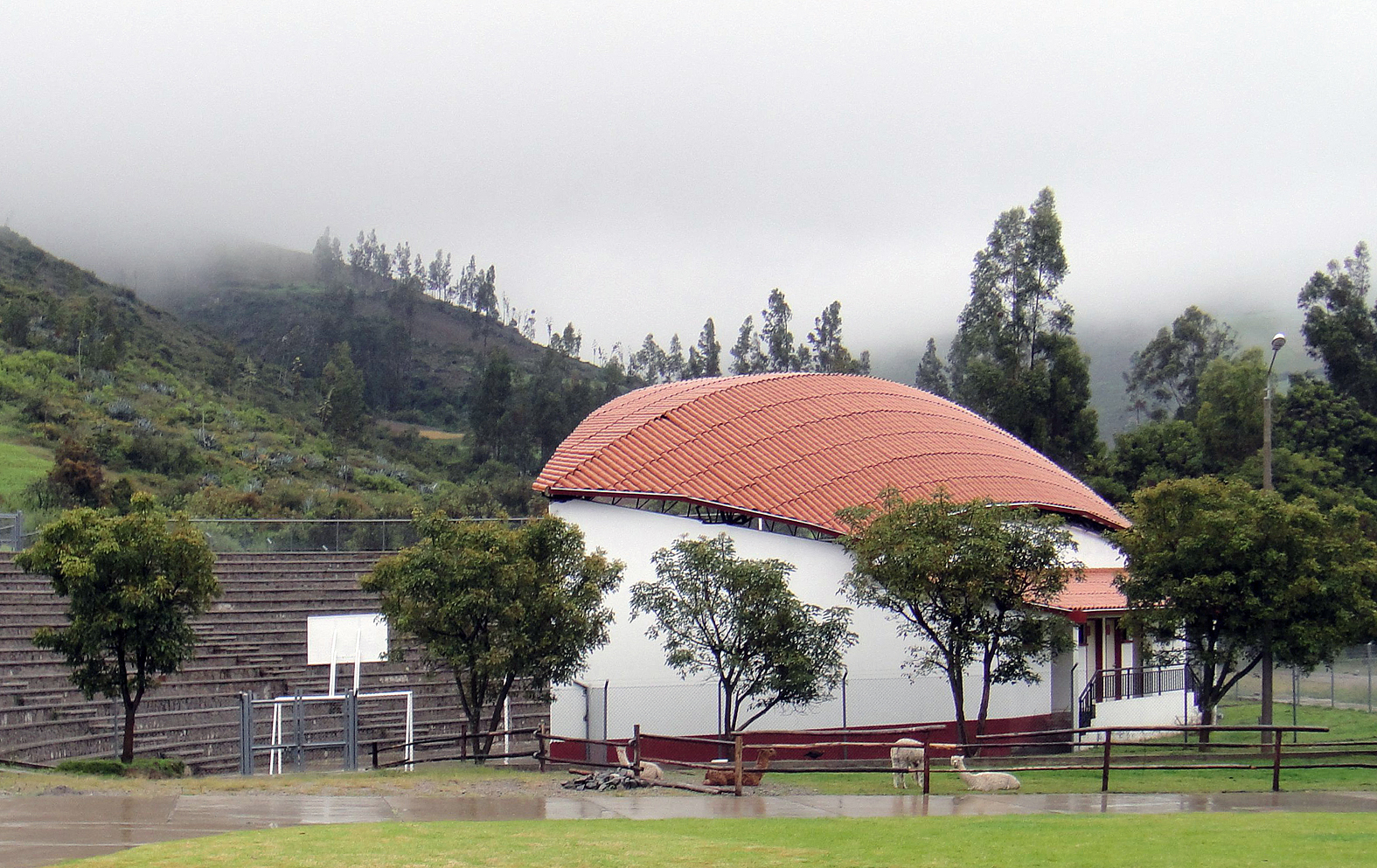
Die Veranstaltungsarena

Diospi Suyana (freie Übersetzung aus dem Quechua: „Vertrauen auf Gott“) ist ein Missionsspital in der Andenstadt Curahuasi in der südperuanischen Region Apurímac. Es wurde vom deutschen Ärzteehepaar Klaus-Dieter und Martina John gemeinsam mit dem deutschen Trägerverein „Diospi Suyana e. V.“ ins Leben gerufen. Das medizinische Angebot von Diospi Suyana ist speziell an die indigenen Quechua in Südperu gerichtet. Als überkonfessionelles und evangelisches Werk steht das Missionsspital auf dem Boden der Evangelischen Allianz.

## Das Konzept
Das Spital liegt auf 2.650 m Höhe. Dank seiner unmittelbaren Nähe zur Verbindungsachse Cusco-Abancay-Lima ist es verhältnismäßig gut erreichbar. Die Klinik bietet eine umfassende medizinische Hilfe an und wendet sich vorwiegend an die zumeist unter Armut leidende Landbevölkerung, in der Spanischkenntnisse nicht allgemein verbreitet sind. Das Krankenhaus ist mit 100 Betten, 6 Operationssälen, zwei Intensivstationen, Labor und einer Röntgeneinrichtung mit Computertomographie ausgestattet. Hinzu kommen unter anderem eine Zahn- und Augenklinik sowie eine Orthopädiewerkstatt. Etwa 200 Peruaner und 40 Ausländer sind im Krankenhaus beschäftigt. Dadurch ist Diospi Suyana einer der wichtigsten Arbeitgeber in der Region Apurímac. Die ausländischen Mitarbeiter verzichten freiwillig auf ein Gehalt und werden von selbst aufgebauten Unterstützerkreisen finanziert.

## Geschichte
1991 bereiste der Chirurg Klaus-Dieter John gemeinsam mit seiner Frau, der Kinderärztin Martina John, das peruanische Hochland. Angesichts der Armut und der medizinischen Unterversorgung der dortigen Bevölkerung, der Quechua, fassten sie den Plan, eines Tages dort ein Hospital zu errichten.
Am 17. August 2002 wurde in Tabarz von zehn Personen der deutsche Trägerverein „Diospi Suyana“ gegründet. Allein auf der Basis von Spenden erfolgte am 24. Mai 2005 der Baubeginn des Missionshospitals. An der Einweihung am 31. August 2007 nahmen über 4.500 Menschen teil, unter ihnen auch die damalige First Lady Perus Pilar Nores de Garcia und der Gesundheitsminister Carlos Vallejos. Zwischenzeitlich wurde auf dem Krankenhausgelände noch eine Zahn- und eine Augenklinik sowie eine Orthopädiewerkstatt errichtet.
Seinen Vereinssitz hat „Diospi Suyana e. V.“ in Darmstadt.
Im April 2012 wurde das Kinderhaus seiner Bestimmung übergeben. Es dient den Diospi-Suyana-Kinderclubs als Basis für ihre wöchentliche Arbeit. Die Diospi-Suyana-Schule erweitert seit März 2014 den Fokus des Vereins auf den Aspekt der Erziehung. Die Schule mit 24 Klassenräumen, Fachräumen, Mensa, Bibliothek und angeschlossenem Kindergarten bieten die Möglichkeit, langfristig bis zu 700 Kinder zu betreuen.
Fast alle Bauprojekte von Diospi Suyana in den Jahren 2005 bis 2019 wurden vom Bauingenieur Udo Klemenz ehrenamtlich geleitet.
Am 31. August 2016 nahm das Medienzentrum von Diospi Suyana seine Arbeit auf. Der Radiokanal verfügt mittlerweile über 8 UKW-Frequenzen in den Bundesstaaten Apurimac, Cusco, Puno und Madre de Dios. Das 24-stündige Programm wird über Satelliten ausgestrahlt. Die Inhalte entsprechen einem christlichen Familiensender mit Musik, Nachrichten sowie Themen aus den Bereichen Gesundheit, Familie und Glaube. Im Distrikt Curahuasi unterhält der Verein auch einen eigenen TV-Kanal.

## Finanzierung
Etwa 150.000 Privatpersonen und 230 Firmen haben die verschiedenen Projekte von Diospi Suyana bis November 2020 mit Spenden von über 34 Millionen USD unterstützt. Mit diesem Betrag finanzierte der Verein die Errichtung der Gebäude sowie anteilig die Behandlung der über 400.000 Patienten. Der Beitrag der vorwiegend armen Patienten richtet sich nach deren Vermögensverhältnissen. Zusammengenommen liegen die Beiträge der Patienten im Durchschnitt bei etwa 30 % des Monatsbudgets des Hospitals.
Im internationalen Team haben bis zum Herbst 2020 etwa 200 Langzeitmissionare in den unterschiedlichen Berufen mitgearbeitet. Sie erhalten von Diospi Suyana kein Gehalt, sondern müssen vor der Ausreise nach Peru private Unterstützerkreise aufbauen. Der langfristige Unterhalt wird durch einen großen internationalen Förderkreis bestritten, dem im Oktober 2020 1027 Personen angehörten. Als weitere Finanzquelle dient die Diospi-Suyana-Stiftung. Der peruanische Staat hilft durch die Rückerstattung der bezahlten Mehrwertsteuer und einen Preisnachlass bei der Stromrechnung.
Klaus-Dieter John hat seit 2004 bisher über 2.500 Vorträge in 24 Ländern über die Geschichte und die Ziele von Diospi Suyana gehalten (Stand April 2020). Durch diese ausgedehnten Vortragsreisen wurde der Förderkreis aufgebaut und ehrenamtliche Mitarbeiter weltweit rekrutiert.
Diospi Suyana ist als gemeinnützige Einrichtung in Peru, Deutschland und den USA anerkannt. Die Tageszeitung „Die Welt“ hat im Jahr 2008 Diospi Suyana als Beispiel für einen verantwortlichen Umgang mit Spendengeldern gewürdigt.

## Ziele
Zu den Zielen von Diospi Suyana gehören nach eigenen Angaben eine Verbesserung der medizinischen Versorgung der Landbevölkerung (Campesinos) durch ambulante und stationäre Betreuung der Patienten, Ausbildung indigener Krankenschwestern, medizinische Dorfbesuche, die Zusammenarbeit mit bestehenden Gesundheitseinrichtungen des Staates, Aufklärung der Patienten über Themen der Gesundheitsvorsorge und Behandlung und eine über Spenden subventionierte Behandlung der Patienten.
Eine schulische Förderung der Kinder im Distrikt Curahuasi durch den Bau und langfristigen Unterhalt einer christlichen Bildungseinrichtung von internationalem Format, eine christliche Wertevermittlung im Unterricht auf Grundlage der Bibel, eine zeitgemäße pädagogische Ausbildung, die den Kindern spätere Aufstiegschancen, in der Gesellschaft ermöglicht, Stipendien für arme Kinder durch Patenschaften, eine gleiche Behandlung aller Kinder unabhängig von ihrer Rasse und Klassenzugehörigkeit.
Die Verkündigung des Evangeliums von Jesus Christus geschieht in Kooperation mit einheimischen Kirchen durch das eigene Medienzentrum mit Radio- und TV-Kanal und darüber hinaus durch den Einsatz von Missionsspitalseelsorgern, Literatur und Filmen.
Eine Aufwertung der indianischen Kultur durch indianische Namensgebung des Spitals und der Schule, ein Kursangebot in Quechua am Colegio Diospi Suyana, eine respektvolle Behandlung der Patienten und Schüler durch das Personal und die Ausbildung indianischer Mitarbeiter.
Eine kooperative Partnerschaft mit Christen und Gemeinden in Europa und weltweit sowie eine Sensibilisierung in den Industrienationen für die Belange der Indianer Südamerikas durch regelmäßige Informationen (Zeitschrift, Briefe, Filme) über das Spital und die Schule in den Gemeinden, Besuchergruppen, die bei bestimmten Projekten des Spitals und der Schule auf Zeit mitarbeiten und Informationsveranstaltungen besuchen.

## Ehrungen und Preise
Vier peruanische Staatspräsidenten haben die Missionsärzte Klaus-Dieter und Martina John im Regierungspalast empfangen. Alan García gewährte den Initiatoren von Diospi Suyana am 26. April 2008 eine Audienz, Ollanta Humala am 5. Juni 2014, Pedro Pablo Kuczynski am 19. Juni 2017 und Martín Vizcarra am 4. August 2020. Bei der Zehnjahresfeier am 31. August 2017 waren Kuczynski und vier Minister anwesend.
Am 17. Dezember 2015 überreichte der peruanische Premier Sr. Petro Cateriano Bellido den Missionsärzten John in Anerkennung ihrer Arbeit die peruanische Verdienstmedaille.
Am 14. März 2018 verlieh der deutsche Bundespräsident Frank-Walter Steinmeier den Missionsärzten John das Bundesverdienstkreuz am Bande.
Über 500 Medienberichte machten Diospi Suyana einem weltweiten Publikum bekannt. In Deutschland berichtete das ZDF am 3. Mai 2010 in Die Drehscheibe über das Missionsspital. Am 3. November 2013 sendete das Fernsehen der Deutschen Welle eine TV-Reportage. Am 7. Dezember 2019 folgten die Johns einer Einladung des ZDF in die Spendengala Ein Herz für Kinder.